# Paolo Sammarco
Paolo Sammarco (Como, 17 de março de 1983) é um futebolista italiano que atua como meio-campista e atualmente defende o Frosinone Calcio. 

## Carreira

### Chievo
Criado nas categorias de base do maior Time da Itália, o Milan, Sammarco nunca jogou uma partida por eles, sendo emprestado ao Viterbese da Serie C1 na temporada 2002-03. E na temporada seguinte foi vendido ao Chievo, aonde foi emprestado ao Prato.
Na temporada 2004-05, disputou pela primeira vez a Serie A, com o Chievo e também as preliminares da Liga dos Campeões.

### Sampdoria
Em 22 de junho de 2007, Sampdoria anunciou a contratação de Sammarco como copropriedade com o Milan Na Sampdoria jogou em quase todos os jogos da liga em um time que alcançou a qualificação para Copa da Europa.
Em 3 de junho de 2008, Sampdoria ganhou a propriedade total de Sammarco por 2,5 milhões de euros. e em sua primeira temporada jogou 30 jogos e marcou 5 gols. Em 25 de agosto de 2009, ele foi emprestado a Udinese por uma temporada.
Ao retornar a Sampdoria para o início da temporada 2010-11, ele não esteve em nenhum jogo, antes de ser emprestado ao Cesena em 3 de janeiro de 2011. No final da temporada retornou a Sampdoria, e foi mais uma vez emprestado, dessa vez ao Chievo, no dia 24 de agosto de 2011, em uma troca por Simone Bentivoglio.

### Spezia
Em 9 de agosto de 2012, foi transferido da Sampdori para o Spezia para jogar a Serie B.

### Frosinone
No dia 20 de Janeiro, acertou sua transferência para o Frosinone, com um contrato até o fim de 2018

## Seleção nacional
Sammarco apenas defendeu a seleção italiana em suas divisões de base. Sammarco foi convocado pela primeira vez em agosto de 2005, contra a França, e fez parte da equipe do Campeonato Europeu de 2006, disputando três jogos como titular.